# Cryncus
Cryncus is een geslacht van rechtvleugeligen uit de familie krekels (Gryllidae). De wetenschappelijke naam van dit geslacht is voor het eerst geldig gepubliceerd in 1983 door Gorochov.

## Soorten
Het geslacht Cryncus omvat de volgende soorten:
- Cryncus agilis Otte, 1985
- Cryncus alternatus Otte, 1985
- Cryncus apricus Saussure, 1877
- Cryncus bifasciatus Chopard, 1934
- Cryncus dmitrievi Gorochov, 1983
- Cryncus duplicatus Otte, 1985
- Cryncus episcopus Saussure, 1877
- Cryncus gambelae Gorochov, 1990
- Cryncus grumeti Otte, 1985
- Cryncus illubabori Gorochov, 1990
- Cryncus impiger Otte, 1985
- Cryncus massarti Chopard, 1934
- Cryncus matuga Otte, 1985
- Cryncus medvedevi Gorochov, 1990
- Cryncus mombo Otte, 1985
- Cryncus notabilis Walker, 1869
- Cryncus olsufievi Gorochov, 1983
- Cryncus pulchellus Gorochov, 1990
- Cryncus rybalovi Gorochov, 1990
- Cryncus sagalus Otte, 1985
- Cryncus saussurei Otte, 1985
- Cryncus scenicus Gerstaecker, 1869
- Cryncus superciliosus Sjöstedt, 1910